# Ordre de Carol Ier
L'ordre de Carol Ier (en roumain : Ordinul Carol I) est le plus haut rang des ordres roumains du royaume de Roumanie jusqu'à l'abolition de la monarchie en 1947. Il a été institué le 10 mai 1906 par le roi Carol Ier pour célébrer le jubilé des 40 ans de son règne. Il est décerné pour services rendus à la maison royale et à la Roumanie.
Durant son existence en tant qu'ordre national, il était largement utilisé pour récompenser les membres de la famille royale roumaine, les premiers ministres roumains, les politiciens roumains, les monarques et chefs d'État étrangers, les époux et héritiers sélectionnés, et d'autres personnes jugées dignes de recevoir l'ordre du roi de Roumanie .
Il s'agit depuis 2005 d'un ordre dynastique de l'ancienne famille royale roumaine. Il demeure le grade le plus élevée parmi toutes les décorations de la maison royale roumaine et est administré par son chef. Il n'y a actuellement pas de chevaliers ou de dames étrangers de l'ordre, à l'exception des membres de la famille royale roumaine.

## Classes
L'ordre n'a que les classes supérieures, chacune comprenant un nombre limité :
- Collier (limité à 10)
- Grand-croix (limité à 20)
- Grand officier (limité à 30)
- Commandant (limité à 40)

## Insigne

### Collier
Le collier est en or et se compose de 8 maillons des emblèmes des Principautés danubiennes : Principauté de Valachie, Principauté de Moldavie, Principauté d'Olténie et Principauté de Dobroudja, 4 emblèmes de chaque côté du collier avec 2 des emblèmes de la maison des Hohenzollern entre chacune des deux principautés ; entre chaque emblème figure le monogramme du roi Carol Ier. À l'arrière du col se trouve la serrure qui est en forme d'aigle aux ailes ouvertes qui se suspend en deux parties afin d'être porté. À l'avant du col, se trouve la couronne d'acier de Roumanie à laquelle l'insigne de l'ordre est suspendu.

### Insigne
L'insigne est l'aigle roumain au sommet d'un rayon de soleil carré d'or surplombant une croix maltaise rouge. L'aigle porte la couronne de Roumanie, tient la croix orthodoxe dans son bec, tient l'épée du roi Carol Ier dans sa griffe gauche, tient le manteau royal dans sa griffe droite et soutient le ruban sur lequel est inscrit PRIN STATORNICIE LA IZBÂNDĂ (« Gagner grâce à la stabilité ») par ses deux griffes tandis que sur sa poitrine figure une petite effigie d'or du roi Carol Ier.
Sur l'avers se trouve la croix maltaise rouge au-dessus du rayon de soleil d'or, au milieu de la croix maltaise se trouve un petit monogramme d'or du roi Carol Ier.
L'insigne est présent sur : le collier, la ceinture et la médaille.

### Étoiles
Il existe deux types d'étoiles de l'ordre : le 1er pour la grand-croix avec collier / grand-croix et le 2e pour le grand officier ; les deux sont à porter sur le ventre à gauche.

### Ceinture
La ceinture est bleu pâle avec des bords dorés portant une étroite bande rouge ; au bas de la ceinture se trouve un arc qui relie les deux côtés et à l'endroit où l'insigne est suspendu. Il se porte à l'épaule droite.

## Voir également
- Liste des souverains de Roumanie
- Liste d'ordres civils et militaires